# Steve Tshwete Local Municipality
Steve Tshwete (englisch Steve Tshwete Local Municipality; ehemals  Middelburg Local Municipality) ist eine Lokalgemeinde im Distrikt Nkangala der südafrikanischen Provinz Mpumalanga. Der Sitz der Gemeindeverwaltung befindet sich in Middelburg. Bürgermeister ist Bagudi J. Tolo.
Der Gemeindename bezieht sich auf den Anti-Apartheid-Kämpfer und Minister Steve Tshwete (1938–2002), der dem African National Congress (ANC) angehörte.

## Städte und Orte
- Hendrina
- Komati
- KwaZamokuhle
- Mhluzi
- Middelburg
- Piet Tlou
- Pullens Hope
- Rietkuil

## Bevölkerung
Von den 229.831 Einwohnern im Jahr 2011 waren 73,6 % schwarz, 21,8 % weiß, 2,6 % Coloureds und 1,6 % Inder bzw. Asiaten. Erstsprache war zu 27,8 % isiZulu, zu 22,1 % Afrikaans, zu 14,6 % isiNdebele, zu 10,6 % Sepedi, zu 5,8 % Englisch, zu 5,2 % Siswati, zu 3,9 % Sesotho, zu 2,3 % isiXhosa, zu 2 % Xitsonga und zu 1,5 % Setswana.